# 日本プロサーフィン連盟
一般社団法人日本プロサーフィン連盟（にほんぷろさーふぃんれんめい、英名名称：Japan Pro Surfing Association）は、サーフィンのプロツアーを運営する組織。 日本国内のプロサーフィンを統括する。略称JPSA。

## 概要
1981年に発足。翌年から「JPSAサーキット」として競技会を開催。現在では「JAPAN PRO SURFING TOUR」として公認プロサーファーによりショートボード・ロングボード・シニアプロ（ショートボード）と3種のツアーを行なっている。

## 関連団体
- ワールドサーフリーグ（WSL）
- 日本サーフィン連盟（NSA）
- 日本プロボディボード連盟(JPBA)